# Patzicía
Patzicía (prononcé : patsiˈsi.a en espagnol) est une ville du Guatemala située dans le département de Chimaltenango.

## Démographie
| 1994  | 2002   | 2018   |
| ----- | ------ | ------ |
| 9 543 | 14 496 | 21 249 |